# Deltagänget (roman)
För filmen med samma namn, se Deltagänget
Deltagänget är en roman (Vertigo förlag, 2007)
av författaren och före detta AFA-aktivisten Salka Sandén. I boken berättar hon bland annat om uppväxten i Göteborgs arbetarklassmiljö, om ockupationen av Borgen i Malmö, om 30 november i Lund, om arbetsplatsen Västerhavsfisk, om olika AFA-aktioner och om Göteborgskravallerna 2001. Boken är skriven i Du-form för att dra in läsaren i berättelsen. Stor vikt läggs också i skildringen av det kvinnliga kamratskapet i aktivistmiljön.
Boken har fått ett gott mottagande av flera större tidningars recensenter och har också tilldelats ett kulturpris på 50 000 kronor av organisationen Artister mot nazister med motiveringen skildring av den antinazistiska kampen på gatunivå.

## Ur boken
| ” | ”Antifascistiskt arbete är inte roligt nej, och inte fint. Det är väl ungefär som att gå ut med soporna, det är inte roligt och man blir själv smittad av lukten. Men skulle man aldrig göra det skulle det till slut inte gå att bo i huset”. | „ |